# Lebo Mathosa
Lebo Mathosa (16 tháng 7 năm 1977 - 23 tháng 10 năm 2006) là một ca sĩ người Nam Phi nổi tiếng.
Mathosa bắt đầu sự nghiệp của mình với ban nhạc nổi tiếng ở Nam Phi có tên là Boom Shaka, thành lập vào năm 1994 khi cô ở tuổi 17, sau đó cô đã thu hút sự chú ý của nhà sản xuất âm nhạc Don Laka tại một câu lạc bộ ở Johannesburg. Cô là một trong số ít các nghệ sĩ nữ kwaito thành công trong một ngành công nghiệp bị chi phối bởi nam giới.
Cô bắt đầu sự nghiệp solo của mình vào năm 1999. Album solo đầu tay có tên Dream của cô đã được phát hành trong vòng 4 tuần sau khi ra mắt vào năm 2000. Tại giải thưởng Âm nhạc Nam Phi năm 2001, Mathosa giành giải Album Dance hay nhất với album Dream của mình, giải đĩa đơn Dance hay nhất với đĩa đơn đầu tay của Ntozabantu từ cùng một album, và giải Nữ ca sĩ hay nhất. Album tiếp theo của cô, Drama Queen, phát hành năm 2004, một lần nữa giành được giải thưởng âm nhạc SA cho Album Dance hay nhất.
Cô đứng đầu bảng xếp hạng nhạc pop Nam Phi năm 2004, và vào năm 2006, cô được đề cử cho giải thưởng MOBO của Anh. Cô biểu diễn trên khắp thế giới, từ Nam Phi đến Malaysia đến Quảng trường Trafalgar ở London, một trong những buổi biểu diễn đáng chú ý nhất của cô là bữa tiệc sinh nhật lần thứ 85 của Nelson Mandela. Cô cũng đi lưu diễn tại Mỹ với chương trình The Vagina Monologues.
Mathosa chết trong một tai nạn xe hơi khi cô 29 tuổi, sau khi tài xế của cô bị mất kiểm soát chiếc xe của mình ở Johannesburg.

## Sản phẩm âm nhạc
- 2000: Dream
- 2004: Drama Queen
- 2006: Lioness